# Roodgrijze melkzwam
De roodgrijze melkzwam (Lactarius vietus) is een schimmel uit de familie Russulaceae. De soort vormt ectomycorrhiza met berken (Betula). Hij groeit in loof- en gemengde bossen op matig vochtige tot natte, voedselarme tot matig voedselrijke zand-, veen- of kleibodem.

## Kenmerken

### Uiterlijke kenmerken
Hoed
De hoed is 2,5 tot 7,5 (-10) cm breed. De vorm is eerst vlak gewelfd, later afgeplat. Op oudere leeftijd kan het ook als een trechter worden verdiept. Het midden van de hoed heeft vaak een kleine bult of een gesuggereerde papil. De hoedhuid is een beetje plakkerig als hij nat is, maar droogt snel op en is dan dof en min of meer wit met een glazuurlaagje. De hoed is bleek violetgrijs, violetbruin of bruinroze van kleur en niet of slechts vaag gezoneerd. De kleuren vervagen later, maar de randzone blijft lang vleesrood. De rand, die lange tijd verbogen is, is vaak golvend met de jaren.
Lamellen
De tamelijk dicht op elkaar staande en weinig gevorkte lamellen zijn breed aan de steel bevestigd of lopen kort af. Ze zijn witachtig als ze jong zijn en later crème-oker van kleur en hebben een lichte oranje glans. Bij blauwe plekken worden ze grijsbruin vlekkerig. De lamelranden zijn glad.
Steel
De meestal slanke en cilindrische steel is 3 tot 8 cm lang en 0,5 tot 1,5 cm dik en wordt al snel hol. Het is crèmekleurig tot vuil licht okerkleurig en meestal bleker van kleur dan de hoed. Er is een lichtere, witachtige zone aan de steeltop net onder de lamellen. Het oppervlak is glad tot zwak longitudinaal geaderd.
Geur en smaak
De scherp smakende melk is wit en droogt langzaam grijsgroen tot grijsbruin op. Het vlees is wit en bijna reukloos en smaakt eerst mild, maar na een paar seconden scherp.
Sporenprint
De sporenprint is witachtig tot gebroken wit.
Microscopische kenmerken
De afgeronde tot elliptische sporen zijn gemiddeld 7,9 tot 8,5 µm lang en 6,5 tot 6,7 µm breed. Het Q-getal (verhouding van sporenlengte en -breedte) is 1,1 tot 1,4. Het sporenornament is tot 1 µm hoog en bestaat uit geïsoleerde individuele wratten en geribbelde ribben, waarvan de meeste op een netachtige manier met elkaar verbonden zijn.
De sleutelvormige tot bolvormige basidia meten 40-55 × 9-11 µm en zijn soms twee, maar meestal vier sporen. De pleurocystidia zijn talrijk verspreid en meten 50–115 × 7–12 µm. Ze zijn smal flesvormig tot lancetvormig en meestal spits toelopend. De lamellensnedes zijn meestal steriel en dragen talrijke, cilindrische, spoelvormige of priemvormige cheilocystidia die 27 tot 55 µm lang en 4 tot 7 µm breed zijn.

## Verspreiding

Europees verspreidingsgebied

De roodgrijze melkzwam is een soort met een Holarctische verspreiding die is waargenomen in Noord-Azië (Siberië, Kamtsjatka, Japan, Korea), Noord-Amerika (Canada, Verenigde Staten), Noord-Afrika (Marokko) en Europa. In Europa omvat het verspreidingsgebied de submeridionale, gematigde en boreale zones en strekt de soort zich uit tot in de arctisch-alpiene zone. Hij is zeldzaam in Zuid-Europa, verspreid tot algemeen in Frankrijk en de Benelux-landen, terwijl hij vooral voorkomt in het noorden van Groot-Brittannië en in heel Fennoscandinavië. Het verspreidingsgebied strekt zich uit naar het noorden tot in Zweeds Lapland. Hoewel de schimmel in Midden-Europa wijdverspreid is, komt hij niet veel voor en kan in grotere gebieden zelfs helemaal afwezig zijn.
In Nederland komt hij vrij algemeen voor. Hij staat op de rode lijst in de categorie 'kwetsbaar'.